# Hear the voice of the Bard

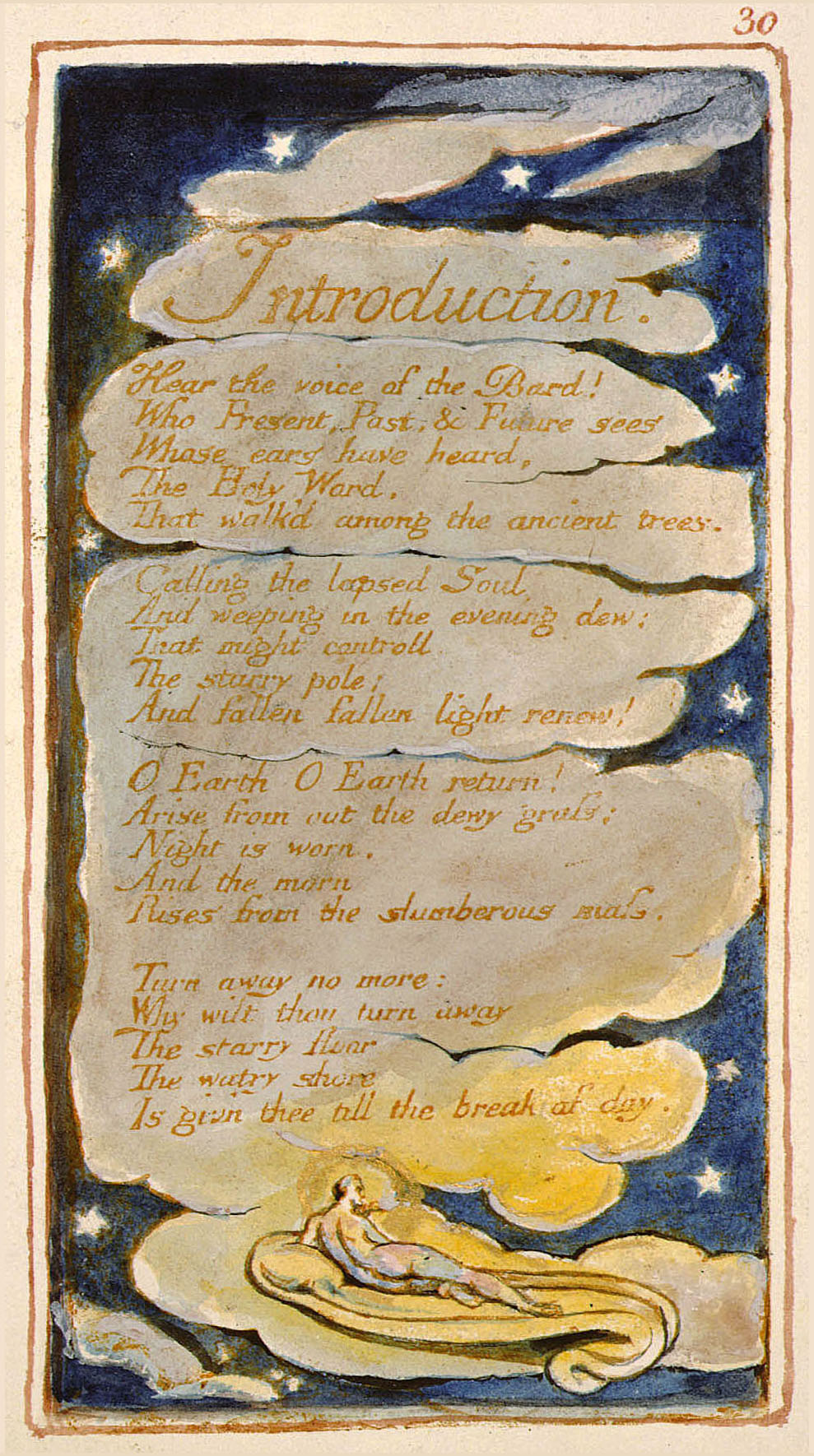
Songs of Innocence and of Experience, copy AA, 1826, object 30 (Bentley 30, Erdman 30, Keynes 30) „Introduction“ (The Fitzwilliam Museum)

Hear the voice of the Bard („O höre die Stimme des Barden“) ist ein Gedicht des englischen Dichters und Künstlers William Blake (1757–1827). Es wurde als Teil seiner Sammlung Songs of Innocence and of Experience („Lieder der Unschuld und Erfahrung“) im Jahr 1794 veröffentlicht. Es ist das Eingangsgedicht (Introduction) der Songs of Experience („Lieder der Erfahrung“).
Symbolhaft dargestellt ist „der Kampf der Erde als ursprüngliche Naturkraft“ gegen den Sternenpol (starry pole) und „Strand und Meer“ (watery shore) „als Bilder von Rationalismus und Materialismus (die „See von Raum und Zeit“)“.
Es wurde vielfach vertont, darunter von Thea Musgrave. Es wird auch als Carol (Weihnachtslied) gesungen. Die Komposition dieses Carols wurde für das Festival of Nine Lessons and Carols des King’s College in Cambridge im Jahr 2013 in Auftrag gegeben.

## Text
Englische Version aus dem William Blake Archiv

Hear the voice of the Bard!

Who Present, Past, & Future sees

Whose ears have heard,

The Holy Word,

That walk'd among the ancient trees.

Calling the lapsed Soul

And weeping in the evening dew:

That might controll

The starry pole;

And fallen fallen light renew!

O Earth O Earth return!

Arise from out the dewy grass;

Night is worn.

And the morn

Rises from the slumberous mass.

Turn away no more:

Why wilt thou turn away

The starry floor

The watry shore

Is giv'n thee till the break of day.

O höre die Stimme des Barden,

Der Gegenwart, Vergangenheit und Zukunft sieht;

Dessen Ohren vernommen haben

Das Heilige Wort,

Das wanderte unter den alten Bäumen;

Die entflohene Seele rufend,

Und weinend im Abendtau:

Die steuern könnte

Den Sternenpol,

Und gefallenes, gefallenes Licht erneuern!

"O Erde, o Erde, kehre zurück!

Erhebe dich aus dem tauigem Gras!

Die Nacht ist zu Ende,

Und der Morgen

Erhebt sich aus der verschlafenen Masse.

"Wende dich nicht mehr ab;

Warum willst du dich abwenden?

Das Sternenzelt,

Das Küstenufer,

Sind dir gegeben noch bis zum Anbruch des Tages."

## Videos
- Klangbeispiele (auf YouTube):
  - Martha Redbone @WoodSongs-Hear the Voice of the Bard.mov Martha Redbone
  - NAU Men's Chorus Hear the Voice of the Bard, 25. April 2010, Northern Arizona University Men's Chorale, Andrew Ardizzoia's "Three Blake Choruses Opus 29, Leitung German Aguilar